# Liste des cavités naturelles les plus longues de la Guyane

La liste des cavités naturelles les plus longues de la Guyane recense sous la forme d'un tableau, les cavités souterraines naturelles connues, dont le développement est supérieur ou égal à cinquante mètres.
La communauté spéléologique considère qu'une cavité souterraine naturelle n'existe vraiment qu'à partir du moment où elle est « inventée » c'est-à-dire découverte (ou redécouverte), inventoriée, topographiée et publiée. Bien sûr, la réalité physique d'une cavité naturelle est la plupart du temps bien antérieure à sa découverte par l'homme ; cependant tant qu'elle n'est pas explorée, mesurée et révélée, la cavité naturelle n'appartient pas au domaine de la connaissance partagée.
La liste spéléométrique des plus longues cavités naturelles de la Guyane (≥ 50 m) est  actualisée début 2004.
La plus longue cavité répertoriée dans la région et le département français de la Guyane est la grotte n° 1 de la Scierie (cf. ligne 1 du tableau ci-dessous).

## Guyane (France)

### Cavités de développement supérieur ou égal à50m
4 cavités sont recensées au 1-01-2004.
| Réf. | Cavités (autres noms)     | Communes | Massifs ou zones géographiques | Développement (en mètres) | Dénivelée (en mètres) | Sources ou références           | Mises à jour |
| ---- | ------------------------- | -------- | ------------------------------ | ------------------------- | --------------------- | ------------------------------- | ------------ |
| 1    | Grotte n° 1 de la Scierie | Kaw      |                                | +000329, m                | +0025, m              | Jean-Yves Bigot & Alain Gilbert | 2004-01      |
| 2    | Grotte n° 4 de la Scierie | Kaw      |                                | +000112, m                | +0007, m              | Jean-Yves Bigot                 | 2004-01      |
| 3    | Grotte des Félins         | Kaw      |                                | +000104, m                | +0007, m              | Jean-Yves Bigot                 | 2004-01      |
| 4    | Grotte n° 2 de la Scierie | Kaw      |                                | +0 00061, m               | +0003, m              | Jean-Yves Bigot                 | 2004-01      |